# Rathbunella alleni
Rathbunella alleni és una espècie de peix de la família dels batimastèrids i de l'ordre dels perciformes.

## Hàbitat i distribució geogràfica
És un peix marí, demersal i de clima subtropical, el qual viu al Pacífic nord-oriental: des del nord de Califòrnia (els Estats Units) fins al nord de Baixa Califòrnia (Mèxic).

## Observacions
És inofensiu per als humans.